# 비벌레

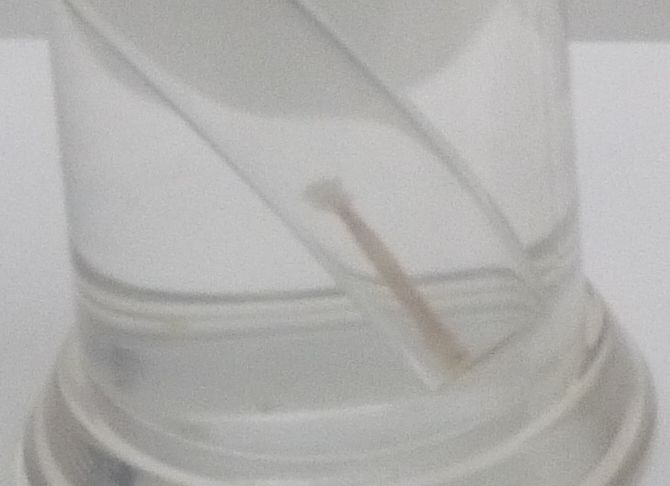

비벌레는 추형동물문에 속하며 학명은 Phoronis australis이다.

## 특징
벌레처럼 생긴 무척추동물로서 몸길이 약 9cm, 나비 약 4mm이다. 몸은 가늘고 길며, 위쪽에 두 줄로 배열된 촉수관이 있다. 촉수관을 물 속으로 뻗어 각 촉수의 섬모운동으로 수류를 일으켜 식물성 플랑크톤을 촉수관의 기부에 있는 입으로 운반한다. 입에서 식도·위·장으로 이어져 몸의 뒤쪽에 열려 있는 항문으로 연결된다. 혈관은 폐쇄혈관계이고, 혈액 속에는 산소를 운반하는 적혈구가 들어 있다. 신경계로는 뇌가 있다. 암수한몸이며 체외수정을 하는데, 악티노트로카유생 시기를 거친다. 변태를 하여 성체가 되면 바닥에 가라앉아 관을 분비하며 고착생활을 한다. 해안의 개펄 속에서 군생하거나, 말미잘 등의 동물의 관 속에서 공생한다.